# Elezioni parlamentari in Polonia del 1947
Le elezioni parlamentari in Polonia del 1947 si tennero il 19 gennaio per l'elezione del Sejm; furono le prime consultazioni dopo la fine della seconda guerra mondiale.
Il Blocco Democratico, che includeva il Partito dei Lavoratori Polacco, il Partito Socialista Polacco, il Partito Popolare, il Partito Democratico e vari candidati indipendenti, ottenne l'80,1% dei voti e 394 seggi su 444, mentre al maggior partito d'opposizione, il Partito Contadino, furono assegnati 28 seggi.
Successivamente il governo proclamò la Repubblica Popolare di Polonia uno Stato "libero e democratico" e siglò la Carta delle Nazioni Unite.

## Contesto
Nel 1946, la Polonia era in larga parte sotto il controllo delle truppe sovietiche, che liberarono il paese dall'occupazione nazista l'anno precedente. I principali media occidentali denunciarono frodi nei risultati del triplo referendum istituzionale del 1946, sebbene non ci siano state alcune condanne formali o esplicitazioni da parte delle forze politiche dell'epoca. Intanto, le forze socialiste e comuniste nel Paese avevano proibito la grande maggioranza dei partiti di destra, accusati di collusione col fascismo. Nel 1947, il principale partito di opposizione era il Partito Contadino di Stanisław Mikołajczyk.
Secondo gli accordi di Jalta, il governo avrebbe dovuto garantire "elezioni libere e senza intrusioni" in Polonia, ma Stalin temeva che se le elezioni fossero state condotte liberamente avrebbe vinto lo schieramento antisovietico. Memore dei risultati del Partito Comunista Ungherese alle elezioni del 1945, il Partito dei Lavoratori Polacco propose di presentare agli elettori un'unica lista che comprendesse candidati della maggioranza dei partiti legali, con lo scopo di raggruppare le forze politiche nazionali più rilevanti verso l'instaurazione di una forte democrazia popolare in linea con l'Unione Sovietica. La proposta fu accolta dal Partito Socialista Polacco, dal Partito Popolare e dal Partito Democratico, che costituirono il Blocco Democratico, ma non dal Partito Contadino. In un rapporto ufficiale, il delegato e ambasciatore italiano Ambrogio Donini dichiarava di enorme rilevanza l'assestamento irrimandabile del Blocco Democratico, nel quale le diverse tendenze erano destinate a fondersi per tendere, in definitiva, alla formazione di un forte e potente partito operaio unico di orientamento marxista.
Nel gennaio del 1947, il segretario generale del Partito dei Lavoratori, Władysław Gomułka, avviò una campagna per innichilire il Partito Contadino e gli altri partiti di opposizione. Le leggi elettorali introdotte dal governo provvisorio, che sin dalla sua nascita nel 1944 ad opera del Comitato Polacco di Liberazione Nazionale era guidato dai comunisti e dai loro alleati, permisero la rimozione di 409 326 persone accusate di essere "banditi antigovernativi in collusione col fascismo" dalle liste elettorali. Tra di esse, vi erano anche Armia Krajowa ed altri gruppi della resistenza polacca fedeli al governo polacco in esilio. Oltre 80 000 membri del Partito Contadino furono arrestati, circa cento furono uccisi dalla Urząd Bezpieczeństwa, la polizia segreta polacca, e 98 candidati dell'opposizione furono esclusi dalle liste. In alcune regioni, principalmente quelle in cui il Partito Contadino era più forte, il governo cancellò per motivi tecnici intere liste elettorali.
La polizia segreta polacca collaborò con quella sovietica, e in particolare con Aron Palkin e Semën Davidov, su esplicita richiesta di Bolesław Bierut, Presidente del Consiglio Nazionale di Stato e Presidente provvisorio.

## Svolgimento
Come per il triplo referendum istituzionale del 1946, la maggior parte delle istituzioni occidentali aveva denunciato la presenza di rilevanti irregolarità elettorali. L'Occidente si era già da tempo posizionato sulla linea filostatunitense e si opponeva fermamente alle democrazie popolari dell'Europa centro-orientale, che godevano invece dell'appoggio sovietico. 
Un articolo del Time scrisse per l'appunto che le elezioni erano avvenute in uno spirito partigiano che mescolava esuberanza e terrore e che la maggior parte dei candidati del Partito Socialista e del Partito Contadino era stata arrestata, a causa dell'esplicito innichilimento che i comunisti, appoggiati dal governo provvisorio, attuavano all'opposizione. Lo storico canadese di origini polacche Piotr Wrobel scrisse che le elezioni del 1947 videro il più alto livello di repressione della storia polacca, caratterizzate da ripetuti arresti, principalmente con il pretesto di prevenire una nuova ascesa del fascismo. Inoltre, solo ai candidati del Blocco Democratico fu permessa la propaganda: il governo aveva quindi previsto una vittoria schiacciante.
Distaccandosi dalla linea critica degli altri paesi occidentali, nei suoi rapporti ufficiali l'ambasciatore italiano Donini registrava con compassata freddezza come il Partito Contadino (che si opponeva al Blocco Democratico) fosse «ormai ridotto ad una esigua e impotente minoranza» e come gli sforzi di Mikołajczyk per trasformarlo in una forza apertamente alternativa alla coalizione filocomunista fossero votati al fallimento; per contro, del tutto comprensibile gli appariva la tendenza di molti suoi esponenti «ad abbandonare l’atteggiamento di netta opposizione, rivelatasi protivamente sterile ed inoperante, per cercare in una intesa con i partiti operai la base di una più utile e costruttiva partecipazione del partito e delle masse contadine alla vita politica del Paese».

## Risultati
| Liste                                      | Voti       | %     | Seggi |
| ------------------------------------------ | ---------- | ----- | ----- |
| Blocco Democratico                         | 9 003 682  | 79,39 | 394   |
| Partito Contadino                          | 1 154 847  | 10,18 | 28    |
| Partito dei Lavoratori Polacco             | 530 979    | 4,68  | 12    |
| Partito Popolare Polacco "Nowe Wizwolenie" | 397 754    | 3,51  | 7     |
| Altre liste locali                         | 157 611    | 1,39  | 3     |
| Totale                                     | 11 341 483 | 100   | 444   |

## Conseguenze
Molti membri dei partiti di opposizione, tra cui Mikołajczyk, abbandonarono il Paese. I governi occidentali si limitarono a proteste formali, mentre alcuni anticomunisti polacchi gridavano al "tradimento occidentale". Il nuovo Sejm adottò la Piccola Costituzione del 1947, e Bierut, che era anche cittadino dell'Unione delle Repubbliche Socialiste Sovietiche, fu eletto Presidente.   
In maniera assai interessante, l'ambasciatore italiano Ambrogio Donini accoglieva positivamente la direzione verso la quale si inclinava la democrazia popolare polacca di fronte al processo di dicotomizzazione ormai in atto a livello europeo: «nell’evoluzione oggi in corso della situazione politica in Polonia nessuna forza e nessun metodo di opposizione potrebbe, all’interno del Paese, impedire o soltanto ritardare il lento ma graduale processo di assestamento dell’attuale regime sulla base di un “fronte unico” sempre più unito e compatto delle classi lavoratrici, di un “blocco” dei partiti nel quale le diverse tendenze sono destinate a fondersi e a confondersi per tendere, in definitiva, alla formazione di un partito unico. [...] Oggi l’Europa, da questa parte, si va organizzando secondo un piano complesso e generale dettato dalla ferrea logica di due sistemi in contrasto, che tendono ogni giorno sempre più ad escludersi a vicenda e a non consentire delle reciproche intrusioni».  
Nel 1948, il Partito dei Lavoratori Polacco ed il Partito Socialista Polacco si unirono nel Partito Operaio Unificato Polacco, che avrebbe mantenuto l'egemonia della politica nazionale fino al 1989.
Gomułka voleva adattare il socialismo alle caratteristiche polacche e riteneva che fosse possibile essere comunisti e patrioti al tempo stesso. Preoccupato dal Cominform, egli si oppose alla collettivizzazione forzata e per questo fu espulso dal partito per deviazionismo nazionalista e di destra.
Nel 1949, il Partito Contadino (riformato e riadeguato alla situazione politica conseguente all'instaurazione della democrazia popolare) ed il Partito Popolare si unirono nel Partito Popolare Unito, che entrò nella coalizione di governo ed accettò il ruolo guida del Partito Operaio Unificato Polacco.